# Shorea scaberrima
Shorea scaberrima är en tvåhjärtbladig växtart som beskrevs av William Burck. Shorea scaberrima ingår i släktet Shorea och familjen Dipterocarpaceae. Inga underarter finns listade i Catalogue of Life.